# Oriol alanegre
L'oriol alanegre (Oriolus nigripennis) és un ocell de la família dels oriòlids (Oriolidae).

## Hàbitat i distribució
Habita els boscos de les terres baixes de Sierra Leone, sud-est de Guinea, Libèria, Costa d'Ivori, Ghana, Togo, Benín, Nigèria, illes del golf de Guinea i sud del Camerun, Guinea Equatorial, el Gabon, República del Congo, República Centreafricana, nord-oest, nord i nord-est de la República Democràtica del Congo, est de Sudan del Sud i oest d'Uganda, cap al sud al nord-oest d'Angola i sud-oest de la República Democràtica del Congo.